# Gonothyraea clarcki
Gonothyraea clarcki är en nässeldjursart som först beskrevs av Marktanner-Turneretscher 1890.  Gonothyraea clarcki ingår i släktet Gonothyraea och familjen Campanulariidae. Inga underarter finns listade i Catalogue of Life.